# キャシー・ナジミー
キャシー・ナジミー（Kathy Najimy, 本名：Kathy Ann Najimy、1957年2月6日 - ）は、アメリカ合衆国の女優、声優。

## 来歴
レバノン移民の両親のもと、カリフォルニア州のサンディエゴに生まれる。サンディエゴ州立大学で演技を学び、地元の劇団で活動を始め、「ゴッドスペル」「グリース」などのミュージカルに出演した他、女性だけの劇団「シスターズ・オン・ステージ」に5年間在籍した。1982年に喜劇女優モー・ガフニ―と組んだ舞台「The Kathy And Mo Show」でサンフランシスコに進出して人気を博し映画界進出への足掛かりを築いた。その後1990年代から小さな役で映画に出演して経験を積み、1992年に製作されたウーピー・ゴールドバーグ主演の大ヒットコメディ映画『天使にラブソングを…』の陽気な修道女シスター・メアリー・パトリック役で、一躍その名を知られるようになる。続編の『天使にラブ・ソングを2』にも同じ役柄で出演し、このシリーズでの演技で1993年にアメリカン・コメディ・アワードを受賞している。
それ以外では、ベット・ミドラーやサラ・ジェシカ・パーカーと共演した『ホーカス ポーカス』や、ローワン・アトキンソンやキューバ・グッディング・Jrらと共演した『ラットレース』などにも出演し、コメディセンスを存分に活かした演技を披露している。テレビアニメ『キング・オブ・ザ・ヒル』では声優として参加しており、2001年にはアニー賞も受賞している。

## 私生活
1995年にコメディ俳優兼歌手のダン・フィナーティと結婚し、1996年には長女を出産した。

## 日本語吹き替え
『天使にラブソングを…』シリーズの吹き替え版以降、さとうあいが複数作品で担当している。

## 出演作品

### 映画
| 公開年 | 邦題 原題                                                          | 役名                 | 備考                 |
| ------ | ------------------------------------------------------------------ | -------------------- | -------------------- |
| 1991   | ハード・ウェイ The Hard Way                                        | ラングの彼女         |                      |
| 1991   | ソープディッシュ Soapdish                                          | Tawny Miller         |                      |
| 1991   | フィッシャー・キング The Fisher King                               | ビデオ屋の客         |                      |
| 1992   | ディス・イズ・マイ・ライフ This Is My Life                         | アンジェラ           |                      |
| 1992   | 天使にラブソングを… Sister Act                                     | シスター・パトリック |                      |
| 1993   | ホーカス ポーカス Hocus Pocus                                      | メアリー             |                      |
| 1993   | 天使にラブ・ソングを2 Sister Act 2: Back in the Habit              | シスター・パトリック |                      |
| 1995   | ジェフリー! Jeffrey                                                | Acolyte              |                      |
| 1996   | キャッツ・ドント・ダンス Cats Don't Dance                          | ティリー             | アニメ映画、声の出演 |
| 1998   | 微笑みをもう一度 Hope Floats                                       | トニ・ポスト         |                      |
| 1998   | チャイルド・プレイ/チャッキーの花嫁 Bride of Chucky                | モーテルのメイド     |                      |
| 1999   | めめしいアヒルの子 The Sissy Duckling                              | 母アヒル1            | テレビ映画、声の出演 |
| 2000   | ウーマン ラブ ウーマン If These Walls Could Talk 2                 | ドクター             | テレビ映画           |
| 2001   | ウェディング・プランナー The Wedding Planner                       | ジェリ               |                      |
| 2001   | ラットレース Rat Race                                              | ベヴァリー           |                      |
| 2002   | スクリーム・チーム 僕らの幽霊退治 The Scream Team                  | マライア             | テレビ映画           |
| 2004   | バルト/大空に向かって Balto III: Wings of Change                   | ディプシー           | アニメ映画、声の出演 |
| 2006   | トムとジェリーの宝島 Tom and Jerry: Shiver Me Whiskers             | オウムのベティ       | アニメ映画、声の出演 |
| 2008   | ウォーリー WALL-E                                                  | メアリー             | アニメ映画、声の出演 |
| 2011   | ファイブ ある勇敢な女性たちの物語 Five                             | ロッキー             | テレビ映画           |
| 2012   | オクテな僕のラブ・レッスン How to Fall in Love                     | キム                 | テレビ映画           |
| 2012   | 人生はノー・リターン 〜僕とオカン、涙の3000マイル〜 The Guilt Trip | ゲイル               |                      |
| 2015   | ディセンダント Descendants                                         | イーヴィル・クイーン |                      |

### テレビシリーズ
| 放映年    | 邦題 原題                                                | 役名                       | 備考                            |
| --------- | -------------------------------------------------------- | -------------------------- | ------------------------------- |
| 1996      | シカゴ・ホープ Chicago Hope                              | Dr. Barbara 'Bix' Konstadt | 3エピソード                     |
| 1997      | マペット放送局 Muppets Tonight!                          | 本人                       | 1エピソード                     |
| 1997-2000 | ヴェロニカ's クローゼット Veronica's Closet              | オリーブ・マーセリー       | 65エピソード                    |
| 1997-2010 | キング・オブ・ザ・ヒル King of the Hill                  | ペギー・ヒル               | アニメ、258エピソード、声の出演 |
| 2006      | レイブン 見えちゃってチョー大変! That's So Raven         | ローラ                     | 1エピソード                     |
| 2006-2007 | NUMBERS 天才数学者の事件ファイル NUMB3RS                 | ミルドレッド・フィンチ     | 9エピソード                     |
| 2007      | スイート・ライフ The Suite Life of Zack and Cody         | Mrs. Militich              | 1エピソード                     |
| 2009      | 私はラブ・リーガル Drop Dead Diva                        | クレア・ポーター           | 1エピソード                     |
| 2009      | デスパレートな妻たち Desperate Housewives                | デニス・ラペラ             | 1エピソード                     |
| 2010      | アグリー・ベティ Ugly Betty                              | フランケル                 | 1エピソード                     |
| 2011-2012 | 跳べ!ロックガールズ 〜メダルへの誓い Make It or Break It | シェイラ                   | 5エピソード                     |
| 2013      | キャシーのbig C いま私にできること The Big C             | セラピスト                 | 4エピソード                     |
| 2015-16   | アンフォゲッタブル 完全記憶捜査 Unforgettable            | サンドラ・ルッソ           | 10エピソード                    |
| 2017      | エレメンタリー ホームズ&ワトソン in NY Elementary        | レイナ・カーノ             | 1エピソード                     |
| 2017      | ボージャック・ホースマン BoJack Horseman                 | マーシィ                   | アニメ、1エピソード、声の出演   |